# دايفيد زوكرمان
دايفيد زوكرمان (بالإنجليزية: David Zuckerman)‏ هو موسيقي ومنتج تلفزيوني وكاتب سيناريو أمريكي، ولد في 28 أغسطس 1962 في دانفيل في الولايات المتحدة.

## وصلات خارجية
- ديفيد زوكرمان على موقع IMDb (الإنجليزية)
- ديفيد زوكرمان على موقع ألو سيني (الفرنسية)
- ديفيد زوكرمان على موقع ميوزك برينز (الإنجليزية)
- ديفيد زوكرمان على موقع ديسكوغز (الإنجليزية)
- ديفيد زوكرمان على موقع قاعدة بيانات الفيلم (الإنجليزية)
- ديفيد زوكرمان على موقع كينوبويسك (الروسية)